# Hornosaský kraj

Mapa Hornosaského kraje

Hornosaský kraj či Hornosaský říšský kraj (německy Obesächsischer Reichskreis, latinsky Circulus Saxonicus superior, anglicky Upper Saxon Circle) byl jedním z krajů Svaté říše římské. Vznikl rozdělením Saského kraje r. 1512 na kraje Hornosaský a Dolnosaský. Přetrval až do zániku říše v roce 1806. Zasedání krajských sněmů se odehrávala u kulatého stolu a při hlasování neexistovaly "lavice" (kurie). Přednost některých stavů před jinými se omezovala na ceremoniální záležitosti. Krajské sněmy se konaly v 16. století v Jüterbogu a Zerbstu, jeden z nich (r. 1596) ve Wittenbergu, v 17. a 18. století bývaly sněmy pořádány ve Frankfurtu nad Odrou a v Lipsku. Snahou bylo najít vždy město na pomezí obou krajských kurfiřtství. Od reformace byl kraj hlavní baštou protestantismu v říši, což se projevilo nejsilněji za šmalkaldské války. Říšští biskupové a preláti byli většinou sekularizováni a jejich území získala krajská knížata.

## Členové kraje
Díky zasedáním u "kulatého stolu" nebyly krajské stavy rozděleny na žádné kurie. Zpočátku panoval v matrikách zmatek v tom, kdo patří do Kraje hornosaského a kdo do Dolnosaského. Následující seznam odráží situaci již po přesném rozhraničení obou krajů.
Vysvětlivky: K - Knížectví či pod vládou knížete, V - Knížectví s virilním hlasem na říšském sněmu, V1 - Knížectví, kterému byl virilní hlas přislíben roku 1803
- Saské kurfiřtství K, V (na říšském sněmu hlas mezi kurfiřty, nikoli knížaty)
- Braniborské kurfiřtství K, V (na říšském sněmu hlas mezi kurfiřty, nikoli knížaty)
- Míšeňské biskupství K, V (od r. 1581 definitivně saské)
- Merseburské biskupství K, V (od r. 1561 saské)
- Naumburské biskupství (sídlem byl také Zeitz) K, V (od r. 1564 saské)
- Branibořské biskupství K, V (pod braniborskou svrchovaností, od r. 1544 braniborské)
- Havolínské biskupství K, V (pod braniborskou svrchovaností, od r. 1548 braniborské)
- Lubušské biskupství (sídlo v Lebusu a Fürstenwalde) K, V (pod braniborskou svrchovaností, od r. 1598 braniborské)
- Kamminské biskupství K, V (od r. 1650 braniborské)
- Klášter Saalfeld (od r. 1526 saský)
- Klášter Quedlinburg K
- Klášter Gernrode K (od r. 1624 anhaltský)
- Klášter Walkenried (od r. 1593 součást Brunšvicko-lüneburského vévodství, resp. Brunšvického knížectví)
- Saské vévodství (nejprve Albertinská, od r. 1548 Ernestinská větev Wettinů) K, V, po roce 1572 řada dělení (viz Ernestinská vévodství) , z nich nejdůležitější vévodství:
  -  Sasko-kobursko-saalfeldské vévodství K, V
  -  Sasko-výmarsko-eisenašské vévodství K, V
  -  Sasko-meiningenské vévodství K
  - Sasko-jenské vévodství K
  -  Sasko-altenburské vévodství K, V
  -  Sasko-gothajské vévodství K, V
- Pomořanské vévodství K, V, r. 1529 rozděleno:
  -  Vévodství Přední Pomořany K, V (od r. 1648 švédské)
  -  Vévodství Zadní Pomořany K, V (od r. 1648 braniborské)
- Anhaltská knížectví K, V, řada dělení na menší rodová území před i po roce 1512, z nich nejdůležitější:
  -  Anhaltsko-zerbstské knížectví K, V (r. 1797 rozděleno mezi zbylé tři)
  -  Anhaltsko-bernburské knížectví K, V (od r. 1806 vévodství)
  -  Anhaltsko-köthenské knížectví K, V
  -  Anhaltsko-dessavské knížectví K, V
- Knížectví Querfurt K, V1 (členem kraje od r. 1663, v l. 1657-1746 pod vládou  vévodů sasko-weißenfelských, dále součást Saského kurfiřtství)
- Hrabství Schwarzburg - roku 1599 rozděleno na:
  -  Hrabství Schwarzburg-Rudolstadt (od r. 1710 knížectví) K, V
  -  Hrabství Schwarzburg-Sondershausen (od r. 1710 knížectví) K, V
- Mansfeldské hrabství (od r. 1580 pod braniborskou svrchovaností)
- Stolberské hrabství (hrabata Stolberg-Stolberg, od r. 1731 pod saskou svrchovaností)
- Hrabství Wernigerode (léno magdeburských arcibiskupů, v držbě hrabat Stolberg-Wernigerode, od r. 1714 pod braniborskou svrchovaností)
- Hohnsteinské hrabství (po vymření hrabat z Hohnsteinu r. 1593 řada rodů, mj. Thunové a Stolbergové, od r. 1648 rozděleno mezi Braniborsko a Brunšvicko-Lünebursko)
- Hrabství Beichlingen (v držbě hrabat z Beichlingenu, od r. 1519 pánů z Werthern, od r. 1567 saské)
- Panství Ruppin (od r. 1524 braniborské)
- Hrabství Barby a  Mühlingen (po vymření místních hrabat r. 1659 připadlo Barby Sasko-weißenfelskému vévodství (od r. 1746 Saskému kurfiřtství) a Mühlingen Anhaltsko-zerbstskému knížectví)
- Hrabství Gleichen K (mohučské léno, po vymření místních hrabat r. 1631 rozděleno na Horní a Dolní hrabství (Ober- und Untergrafschaft), v držení př. Schwarzburgové, Hohenloheové a knížata z Hatzfeldu)
- Hrabství Roseneck (?)
- Panství Wildenfels (v držení řady rodů, mj. Wettinů, Schönburgů a profesora Karlovy univerzity Anarga Friedricha, od r. 1706 svrchovanost Saského kurfiřtství)
- Hrabství Remstein (?)
- Panství Reuss (od r. 1673 hrabství) K - opakovaně děleno na různé rodové linie
- Panství Schönburg (od r. 1740 pod saskou svrchovaností)

Pouze formálně zařazeno a bez praktického důsledku (neúčast na sněmech), fakticky součást polských Královských Prus (mimo Svatou říši):
- "Říšské město" Gdaňsk
- "Říšské město" Elbink